# 棟博堡

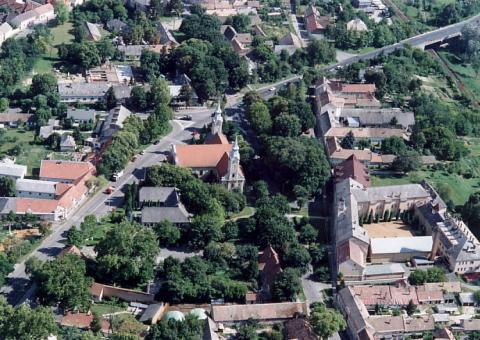

棟博堡是匈牙利的城鎮，位於該國南部，距離首府塞克薩德40公里，由托爾瑙州負責管轄，面積78.48平方公里，鎮上的城鎮在十六至十七世紀期間建成，2010年人口19,896。

## 外部連結
- Street map （页面存档备份，存于） （匈牙利文）